# Daniel Barry
Daniel Thomas Barry (Norwalk, 30 december 1953) is een voormalig Amerikaans ruimtevaarder. Barry zijn eerste ruimtevlucht was STS-72 met de spaceshuttle Endeavour en vond plaats op 11 januari 1996. Tijdens de missie werd onderzoeksdata verworven van de Japanse Space Flyer Unit satelliet. 
Barry maakte deel uit van NASA Astronautengroep 14. Deze groep van 24 ruimtevaarders begon hun training in 1992 en had als bijnaam The Hogs.
In totaal heeft Barry drie ruimtevluchten op zijn naam staan. Tijdens zijn missies maakte hij in totaal vier ruimtewandelingen. In 2005 verliet hij NASA en ging hij als astronaut met pensioen.